# Gel·li Publícola (polític)
Gel·li Publícola (en llatí Gellius Publicola) va ser un polític romà. Probablement era germà de Luci Gel·li Publícola I (Lucius Gellius Publicola).
Se'l menciona com a fillastre de Luci Marci Filip (cònsol 91 aC) i germanastre de Luci Marci Filip (cònsol 56 aC). Ciceró diu que va dilapidar la seva propietat i a causa d'això es va unir a Publi Clodi Pulcre contra ell. Però aquestes declaracions de Ciceró s'han de prendre amb cautela, donada la seva enemistat amb Clodi.